# Sverdrup-Relation
Die Sverdrup-Balance, die Sverdrup-Relation oder das Sverdrup-Regime ist ein Prinzip der theoretischen Ozeanographie, das die Existenz stationärer windgetriebener Ozeanströmungen in einem zonal begrenzten Ozean erklärt. Es sagt aus, dass in den östlichen Teilen der beckenweiten ozeanischen Wirbel (Gyren) die Rotation der Windschubspannung an der Meeresoberfläche gleich der planetaren Wirbelstärke der vertikal integrierten geostrophischen Strömung ist.

## Geschichte
Die stationäre Zirkulation in den Ozeanen wird im Wesentlichen durch zwei Ursachen aufrechterhalten: (1) thermohaline Prozesse, die die Bewegung durch die Erzeugung horizontaler Dichteunterschiede auf Grund unterschiedlicher Wärme- und Süßwasserflüsse durch die Meeresoberfläche anregen, und (2) die Windschubspannung, die die oberflächennahen Schichten des Ozeans in Bewegung setzt.
Harald Ulrik Sverdrup untersuchte in den 1940er Jahren, aufbauend auf der fundamentalen Arbeit von Vagn Walfrid Ekman (1905) über die Anregung der oberflächennahen Strömung auf der rotierenden Erde durch die Windschubspannung, ausschließlich die windgetriebene Ozeanströmung. Ausgehend von der Annahme, dass außerhalb der westlichen Randströme die Dissipation durch turbulente Reibung vernachlässigbar ist, leitete Sverdrup 1947 die nach ihm benannte Relation ab, die besagt, dass der meridionale Massentransport der geostrophischen Strömung proportional der vertikalen Komponente der Rotation der Windschubspannung ist, nämlich
{\displaystyle V={\frac {\operatorname {rot} _{z}\mathbf {\tau } }{\beta \rho _{0}}}},
In einem kartesischen Koordinatensystem, welches als {\displaystyle \beta }-Ebene bezeichnet wird, ist
{\displaystyle V} die vertikal integrierte meridionale geostrophische Strömung;
{\displaystyle \mathbf {\tau } } der Vektor der Windschubspannung an der Meeresoberfläche.
{\displaystyle \beta } die meridionale Ableitung des Coriolis-Parameters f;
{\displaystyle \rho _{0}} die Dichte des Meerwassers;

## Physikalische Interpretation

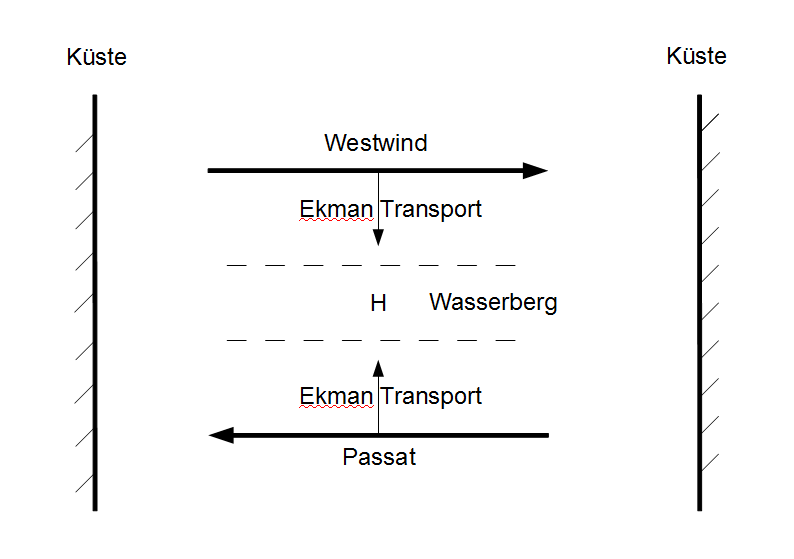
Schema der Bildung eines Hochdruckrückens im Ozean durch kombinierte Wirkung des Ekman-Transports von Westwind- und Passatwindgürtel.

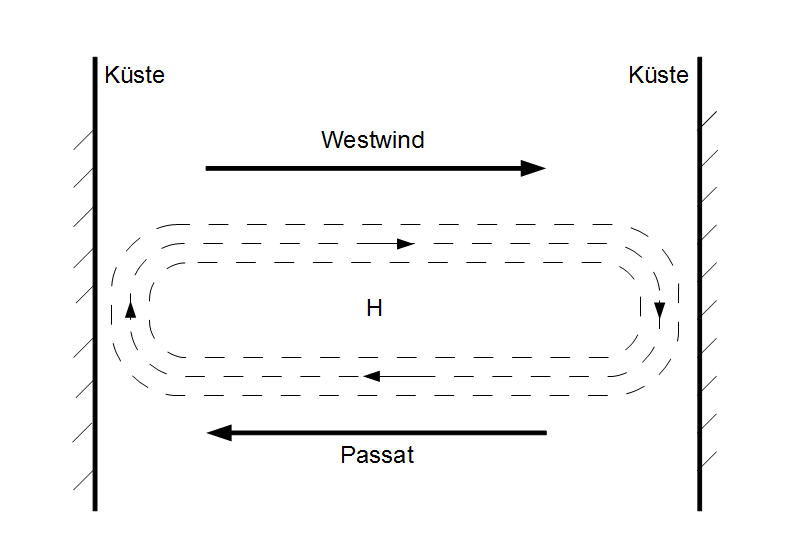
Schema der elliptischen Verformung eines zonalen Hochdruckrückens im Ozean durch Wirkung der Kelvinwellen an den meridional verlaufenden Küsten des Ozeans.

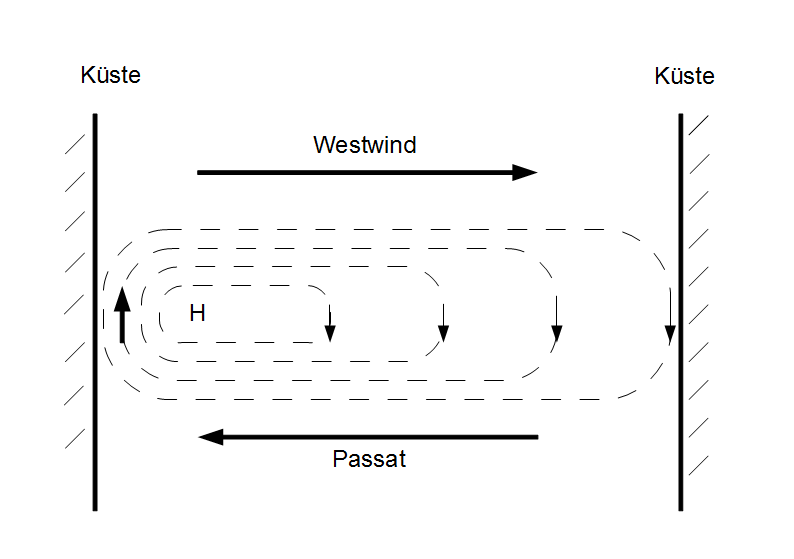
Schema der asymmetrischen Verformung eines zonalen Hochdruckrückens im Ozean durch Wirkung der von der östlichen Küste abstrahlenden langen Rossbywellen.

Die Sverdrup-Balance kann als ein dynamisches Prinzip verstanden werden, das auf einer rotierenden Kugel eine stationäre Ozeanzirkulation ermöglicht.
Neben der allgemein üblichen Interpretation der Sverdrup-Relation auf der Grundlage der Erhaltung der potentiellen Vortizität, die recht unanschaulich ist, gibt es eine alternative Interpretation auf der Grundlage der Massenerhaltung (Tomscak and Godfrey, 2003).
Zwischen dem Westwind- und dem Passatgürtel schiebt der Ekmantransport Oberflächenwasser zusammen und erzeugt  einen zonal verlaufenden Rücken mit erhöhtem Wasserstand. Die konstante Wirkung des Ekmantransports lässt die Höhe des Rückens linear mit der Zeit anwachsen, während in den beiden Küstengrenzschichten die Höhe des Wasserrückens durch die Wirkung von Kelvinwellen auf dem Niveau außerhalb des Rückens gehalten wird, so dass er eine elliptische Form zwischen den Kontinenten annimmt. Durch die geostrophische Anpassung entsteht eine sich beschleunigende Strömung parallel zu den Höhenlinien des Rückens in Form eines antizyklonalen beckenweiten Wirbels, der in den Uferzonen durch den starken Druckgradienten als intensiver Randstrom ausgebildet ist.
Die Konvergenz des Ekmantransports erzeugt eine permanent abwärts gerichtete Vertikalgeschwindigkeit, welche proportional zur lokalen Rotation der Windschubspannung ist und die oberflächennahe warme Deckschicht kontinuierlich in die Tiefe transportiert. Der dadurch entstehende barokline Druckgradient ist dem barotropen Druckgradienten entgegengesetzt und kompensiert ihn in einer bestimmten Tiefe, unterhalb derer der Ozean in Ruhe bleibt.
Die Abhängigkeit des Coriolisparameter von der geographischen Breite der Erde hat zur Folge, dass bei gleichem Druckgradienten sich an einer polwärtigen Position eine geringere geostrophische Strömung bildet als an einer näher zu Äquator liegenden. Somit entsteht am Ostrand des elliptischen Wirbels eine Divergenz der geostrophischen Strömung mit einer aufwärts gerichteten Vertikalkomponente. An den Stellen des Wirbels, an denen sich die entgegengesetzt gerichteten Vertikalkomponenten der Konvergenz des Ekman-Transports und der planetaren Divergenz aufheben, wird das Anwachsen des Wasserstandes und das Absinken der Deckschichttiefe gestoppt. Diesen stationären Zustand bezeichnet man als Sverdrup-Regime.
Das Sverdrup-Regime breitet sich von der Ostküste ausgehend hinter der westwärts propagierenden Front der langen Rossbywelle aus, bis sie die Westküste des Ozeans erreicht hat und der ganze beckenweite Wirbel stationär geworden ist (Gill, 1982). Der ozeanische Wirbel ist im stationären Zustand in Ost-West-Richtung asymmetrisch verformt, da auf seiner Ostseite der zonale Druckgradient die schwache meridionale geostrophische Geschwindigkeit regelt, deren planetare Divergenz die Konvergenz des Ekman-Transports balanciert. Darüber hinaus wächst seine Tiefe von der Ost- zur Westküste kontinuierlich an.

## Herleitung
Bei der Herleitung der Sverdrup-Relation gehen wir von der beschriebenen physikalischen Interpretation aus und werden die Divergenz der subinertialen Strömung auf einer rotierenden Kugel in der Näherung der beta-Ebene berechnen.
Für die mathematische Beschreibung des subinertialen Massentransports im Ozean können die lokalen Beschleunigungen vernachlässigt werden, da die
Strömung unter Abstrahlung von Trägheitswellen (Poincaré-Wellen) geostrophisch an das Druckfeld angepasst ist. Wir gehen dabei von den linearisierten Bewegungsgleichungen aus. Sie lauten in einem kartesischen Koordinatensystem:
{\displaystyle -fv=-{\frac {1}{\rho _{0}}}{\frac {\partial p}{\partial x}}+{\frac {1}{\rho _{0}}}{\frac {\partial \tau ^{x}}{\partial z}}},
{\displaystyle +fu=-{\frac {1}{\rho _{0}}}{\frac {\partial p}{\partial y}}+{\frac {1}{\rho _{0}}}{\frac {\partial \tau ^{y}}{\partial z}}},
{\displaystyle 0=-{\frac {1}{\rho }}{\frac {\partial p}{\partial z}}-g}.
Für die Kontinuitätsgleichung der als inkompressibel angesehenen Flüssigkeit erhalten wir
{\displaystyle {\frac {\partial u}{\partial x}}+{\frac {\partial v}{\partial y}}+{\frac {\partial w}{\partial z}}=0}.
In den Gleichungen sind:
- {\displaystyle x,y,z}: die Koordinaten eines rechtwinkligen Koordinatensystems mit dem Nullpunkt im Meeresspiegel auf der geographischen Referenzbreite {\displaystyle \varphi _{0}}, z. B. positiv nach Osten, positiv nach Norden und positiv entgegen der Schwerkraft gerichtet.
- {\displaystyle u,v,w}: die horizontalen und vertikale Komponenten des Geschwindigkeitsvektors in Richtung der x-, y- und z-Achse.
- {\displaystyle p}: der Druck im Ozean.
- {\displaystyle \rho }: die Dichte des Meerwassers.
- {\displaystyle \tau ^{x},\tau ^{y}}: die horizontalen Komponenten des turbulenten Schubspannungsvektors.
- {\displaystyle \eta }: die Auslenkung der Meeresoberfläche aus der Ruhelage.
- {\displaystyle f=2\Omega \sin \varphi }, der Coriolisparameter.
- {\displaystyle t}: die Zeit

Den Druck {\displaystyle p(t,x,y,z)} können wir in die Summe des barotropen und des baroklinen Drucks aufspalten. Der barotrope Druck resultiert aus den Auslenkungen der Meeresoberfläche {\displaystyle \eta (t,x,y)} aus der Ruhelage (Geoid). Er beträgt {\displaystyle p_{bt}=\rho _{0}g\eta } und ist konstant über die ganze Wassersäule, da die horizontalen Skalen subinertialen Prozesse größer als der Rossbyradius sind, der wiederum größer als die Wassertiefe {\displaystyle H} ist. Somit werden diese Prozesse durch die Dynamik langer Wellen beschrieben, deren Druckfelder konstant von der Meeresoberfläche bis zum Meeresboden sind. Der barokline Druck ergibt sich aus der Variabilität der Dichte in der Wassersäule und wird bestimmt durch die Integration der hydrostatischen Gleichung
{\displaystyle p_{bc}=\int _{z}^{0}g\rho (t,x,y,z')dz'}.
Der kleine Anteil, den die Wassersäule im Bereich zwischen {\displaystyle z=0} und der Auslenkung der Meeresoberfläche {\displaystyle \eta } zum baroklinen Druck beiträgt, kann bei großräumigen Prozessen vernachlässigt werden.
Die barotrope Komponente der Strömung ist durch ihren vertikalen Mittelwert über der Wassersäule definiert
{\displaystyle (u,v)_{bt}=\int _{-H}^{0}(u,v)dz={\frac {1}{H}}(U,V)}.
wobei (U,V) die Komponenten des Massentransports sind.
Die barokline Komponente der Strömung ist dann {\displaystyle (u,v)_{bc}=(u,v)-(u,v)_{bt}}. Die barokline Strömung trägt also nichts zum Massentransport bei. Es zeigt sich jedoch, dass der barokline Druck durchaus den Massentransport beeinflusst.
Zur Entwicklung der Bewegungsgleichungen für den Massentransport integrieren wir die Gleichungen der Impulsbilanz über die Wassersäule und spalten den Druck in den barotropen und baroklinen Anteil auf. Zur Berechnung des vertikalen Integrals über den baroklinen Druckgradienten benutzen wir die Beziehung zur Differentiation eines Integrals mit variablen Grenzen nach einem Parameter, die Regeln der partiellen Integration, sowie die Gleichung für den hydrostatischen Druck (Müller, 2006). Damit ergibt sich für die Bewegungsgleichungen der Komponenten des horizontalen Massentransports:
{\displaystyle -fV=-{\frac {1}{\rho _{0}}}\left(\rho _{0}gH{\frac {\partial \eta }{\partial x}}+H{\frac {\partial p_{bc}(z=-H)}{\partial x}}+{\frac {\partial E_{\mathrm {pot} }}{\partial x}}\right)+{\frac {1}{\rho _{0}}}(\tau _{0}^{x}-\tau _{H}^{x})} ,
{\displaystyle +fU=-{\frac {1}{\rho _{0}}}\left(\rho _{0}gH{\frac {\partial \eta }{\partial y}}+H{\frac {\partial p_{bc}(z=-H)}{\partial y}}+{\frac {\partial E_{\mathrm {pot} }}{\partial y}}\right)+{\frac {1}{\rho _{0}}}(\tau _{0}^{y}-\tau _{H}^{y})} ,
mit {\displaystyle E_{\mathrm {pot} }=\int _{-H}^{0}zg\rho (t,x,y,z)dz}.
Aus den obigen Gleichungen folgt, dass der Massentransport der subinertialen Bewegungen im Ozean sowohl durch den barotropen Druckgradienten als auch durch das barokline Druckfeld beeinflusst wird. Die Windschubspannung an der Meeresoberfläche {\displaystyle {\vec {\tau }}_{0}} treibt die Strömung an, und die Bodenschubspannung {\displaystyle {\vec {\tau }}_{H}} bremst sie ab. Letzterer ist durch die Summe der barotropen und baroklinen Geschwindigkeit am Meeresboden bestimmt. Das bedeutet, dort wo die Summe von barokliner und barotroper Geschwindigkeit am Boden sehr klein ist, ist die Bodenreibung vernachlässigbar. Dies gilt im Allgemeinen für die Ozeane außerhalb der Schelfgebiete.
Die Divergenz des Massentransports der subinertialen Bewegungen im Ozean kann durch Ableitung der Gleichungen für die Komponenten des Massentransports nach {\displaystyle y} und nach {\displaystyle x} sowie der anschließenden Subtraktion der abgeleiteten Gleichungen voneinander berechnet werden. Es ergibt sich danach unter Berücksichtigung der Breitenabhängigkeit des Coriolisparameters {\displaystyle f(y)} und der vertikal integrierten Kontinuitätsgleichung (Müller, 2006).
{\displaystyle {\frac {\partial \eta }{\partial t}}+{\frac {\partial U}{\partial x}}+{\frac {\partial V}{\partial y}}=0},
die folgende Gleichung für die zeitliche Änderung des Meeresspiegels durch die verschiedenen Beiträge zur Divergenz des Messentransports
{\displaystyle f{\frac {\partial \eta }{\partial t}}=\beta V-{\frac {1}{\rho _{0}}}\operatorname {rot} _{z}(\tau _{0}-\tau _{H})-{\frac {1}{\rho _{0}}}J[p_{H},H]}.
Hier ist {\displaystyle J[p_{H},H]={\frac {\partial p}{\partial x}}{\frac {\partial H}{\partial y}}-{\frac {\partial p}{\partial y}}{\frac {\partial H}{\partial x}}} die Determinante der Jacobi-Matrix und beschreibt physikalisch das horizontale Moment, welches der Druck auf den Meeresboden ausübt, im Englischen als Bottomtorque bezeichnet.
Physikalisch bedeutet die obige Beziehung, dass der Meeresspiegel sich durch die planetare Divergenz der meridionalen Strömung, die Divergenzen des Ekmantransport an der Meeresoberfläche und der Divergenz des Ekmantransports in der Bodenreibungsschicht, sowie durch einen von Null verschiedenen Bottomtorque verändert. Der Bottomtorque wird dann Null, wenn der Meeresboden flach ist, am Meeresboden die Summe von barotropen und baroklinen Druckgradienten verschwindet, oder der Druckgradient am Meeresboden und der Gradient des Meeresbodens parallel sind. Ein stationärer Zustand kann sich im Ozean nur durch eine Ausbalancierung der verschiedenen Terme auf der rechten Seite der obigen Gleichung einstellen.
Für den zentralen Ozean gilt, dass in größeren Tiefen der barotrope Druckgradient durch den baroklinen kompensiert wird. Damit werden dort die Bodenreibung und der Bottomtorque vernachlässigbar klein. Der Wasserstand wird dann durch die Divergenz des Ekmantransports in der Deckschicht zeitlich verändert. Sein Anwachsen wird beendet, wenn die Front der vom Ostufer abgestrahlten langen Rossby-Welle an einer Position im Inneren des Ozeans eintrifft (Gill, 1982). Mit dem Eintreffen der Front wird die Divergenz des Ekmantransports durch die planetare Divergenz kompensiert und das Anwachsen des Meeresspiegels gestoppt. Durch das spätere Eintreffen der Rossby-Wellenfront auf weiter westlich liegenden Positionen hält das Anwachsen des Meeresspiegels dort länger an. Der Meeresspiegel des Ozeans wächst von Ost nach West linear an. Dieser stationäre Zustand der Ozeanzirkulation ist das Sverdrupregime (Sverdrup, 1947), in dem die Sverdruprelation gilt:
{\displaystyle 0=\beta V-{\frac {1}{\rho _{0}}}\operatorname {rot} _{z}\tau _{0}}.

## Weiterentwicklung der Theorie
Im Gebiet des westlichen Randstroms ist die Strömung in Form eines starken Strahlstroms bis zum Boden überwiegend meridional ausgerichtet (polwärts im subtropischen Gyre). Die planetare Divergenz ist dann wesentlich größer als die Divergenz des vom Wind angeregten Ekmantransports. Die starke Bodenströmung hat eine Divergenz in der Bodenreibungsschicht und einen von Null verschiedenen Bottomtorque zur Folge. Die planetare Divergenz wird daher im Bereich der westlichen Randströmung im Wesentlichen durch die Rotation der Bodenschubspannung und den Bottomtorque ausbalanciert.
{\displaystyle 0=\beta V-{\frac {1}{\rho _{0}}}\operatorname {rot} _{z}(\tau _{0}-\tau _{H})-{\frac {1}{\rho _{0}}}J[p_{H},H]}.
Stommel (1948) parametrisierte die Terme für Bodenreibung und Bottomtorque so, dass aus obiger Gleichung eine Gleichung für den Druck entstand, die die Randbedingungen für eine geostrophische Strömung in einem zonal begrenztem Ozeanbecken mit flachem Boden erfüllte. Seine Lösung beschrieb erstmals einen geschlossenen asymmetrischen Ozeanwirbel mit einem schmalen, intensiven westlichen Randstrom und einem breiten, schwachen Sverdrupstrom außerhalb des westlichen Randstroms. Der von Stommel (1948) beschriebene westliche Randstrom war jedoch zu schmal. Munk (1950) verbesserte die Stommelsche Parametrisierung unter Berücksichtigung horizontaler turbulenter Reibung und erhielt eine Lösung mit einem westlichen Randstrom der den Beobachtungen in stärkerem Maße entsprach.
In den folgenden Jahrzehnten entwickelte sich die Leistungsfähigkeit der Supercomputer enorm. Das ermöglichte die numerische Lösung der Erhaltungsgleichungen für Impuls, Masse und Energie im Ozean in Form eines Systems nichtlinearer partieller Differentialgleichungen mit realer Bodentopographie und realen meteorologischen Antrieben. Solche numerischen Zirkulationsmodelle ergeben Temperatur-, Salzgehalt- und Strömungsverteilungen im Ozean, die mit den Beobachtungen zum Teil recht detailliert übereinstimmen, andererseits wegen verschiedener, durch die angewandten numerischen Lösungsverfahren nicht aufgelöste Prozesse, Abweichungen vom natürlichen Zustand aufweisen (Gerdes et al., 2003).
Da eine enge Kopplung zwischen Ozean und Atmosphäre das Klima der Erde bestimmt, erfordert eine Klimasimulation noch leistungsfähigere Computer als das Betreiben globaler Zirkulationsmodelle des Ozeans oder der Atmosphäre. Ein Beispiel für einen Supercomputer, der der Lösung von Fragestellungen im Rahmen des Klimawandels gewidmet ist, ist der in Japan eingerichtete Earth Simulator.

## Beobachtungen der Ozeanzirkulation

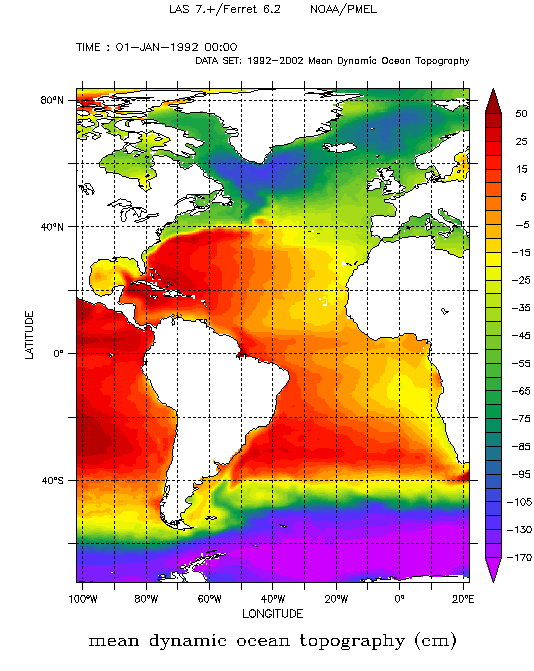
Dynamische Topographie des Atlantiks gemittelt über die Jahre 1992–2002 aus Daten von Nikolai Maximenko (IPRC) and Peter Niiler (SIO). Gezeichnet mit dem APDRC LAS7 for public.

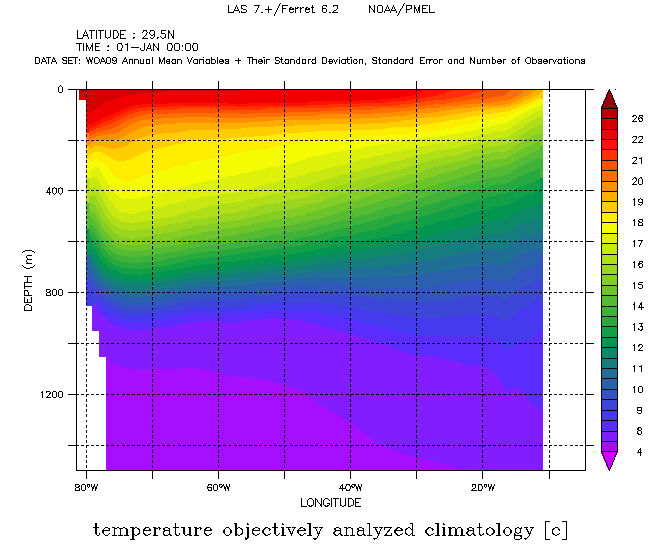
Vertikaler Schnitt der klimatisch gemittelten Wassertemperatur zwischen der Meeresoberfläche und 1500 m Tiefe im Nordatlantik auf 30° N. Die Daten entstammen dem NODC World Ocean Atlas 2009 und wurden mit dem APDRC LAS7 for public gezeichnet.

Die Theorien von Sverdrup, Stommel und Munk beschreiben eine relativ einfache Strömung.
Die reale Strömung im Ozean ist jedoch weitaus komplizierter. Um die bestehenden Theorien zu verbessern, ist ihr Vergleich mit den Beobachtungen unter Berücksichtigung der Beobachtungsfehler erforderlich. Da die Beobachtungsdichte im Atlantik relativ hoch ist und seine Zirkulation der der anderen Ozeane ähnelt, wählen wir als Beispiel beobachtete Eigenschaften der Zirkulation mittlerer Breiten im Atlantik und insbesondere des Golfstroms aus.
Die dynamische Topographie des Atlantischen Ozeans wurde aus Messungen der Topographie der Meeresoberfläche von Bord von Satelliten aus zusammengestellt und mit Hilfe von gemessenen Bahnen von Oberflächendriftern abgesichert. Sie liefert sowohl Informationen über den mittleren Wasserstand als auch, außerhalb der unmittelbaren äquatorialen Region von ungefähr 2° Breite, über die Strömung, die geostrophisch an den Wasserstand angepasst ist.
Die Abbildung zeigt in den subtropischen Breiten einen vom Ostufer zum Westufer allmählich um 0,75 m ansteigenden Wasserstand, wie es die Sverdruptheorie beschreibt. Der Wasserstand fällt von seinem Maximum, welches dicht vor der amerikanischen Küste liegt, bis zur Westküste auf einen Wert ab, der dem an der Ostküste entspricht. An diesem steilen Hang ist der jeweilige intensive westliche Randstrom lokalisiert. Die Verteilung des Wasserstands zeigt breite, beckenweite Wirbel (Gyren) in den mittleren Breiten sowohl im Nordatlantik als auch im Südatlantik entsprechend der Sverdruptheorie. An den westlichen Küsten des Atlantiks schließt jeweils ein westlicher Randstrom, der Golfstrom im Nord- und der Brasilstrom im Südatlantik, den jeweiligen Wirbel. Polwärts dieser Wirbel schließen sich subpolare Wirbel an, die als westlichen Randstrom den Labradorstrom im Norden und den Falklandstrom im Süden enthalten. Die subpolaren Wirbel entstehen durch die Divergenz des Ekmantransports zwischen dem Westwindgürtel und dem Bereich der polaren Ostwinde in Form eines erniedrigten Wasserstandes.
In der Nähe des Äquators, auf ungefähr ± 5° Breite, bilden sich schmale Rücken mit höherem Wasserstand durch die Konvergenz des Ekmantransports am äquatorwärtigen Rand des Passatgürtels heraus, an deren polwärtiger Flanke der Nord- bzw. Südäquatoriale Gegenstrom fließen. Zwischen den Rücken befindet sich der westwärts strömende Südäquatorialstrom.
Zu beachten ist, dass ein starker Strom an der NE-Küste Südamerikas aus dem tropischen Bereich in die Karibik fließt.
Die vertikale Temperaturverteilung entlang eines Breitenkreises durch den Kern des subtropischen Wirbels liefert Information über seine vertikale Ausbreitung in der Wassersäule und über die baroklinen Druckgradienten. Ein solcher Temperaturschnitt durch den subtropischen Wirbel im Nordatlantik, den Golfstrom, zeigt eine sich nahezu linear von Ost nach West verdickende oberflächennahe Warmwasserschicht, deren Dicke kurz vor der Küste Floridas ihr Maximum von annähernd 800 m erreicht. Dies ist der Bereich des Sverdrupregimes. Von der Stelle der maximalen Dicke wird die Warmwasserschicht bis zur Küste Floridas im Bereich des westlichen Randstroms wieder dünner.